# Eicomorpha antiqua
Eicomorpha antiqua là một loài bướm đêm trong họ Noctuidae.